# Cicindela debilis
Cicindela debilis este o specie de insecte coleoptere descrisă de Bates în anul 1890. Cicindela debilis face parte din genul Cicindela, familia Carabidae. Această specie nu are alte subspecii cunoscute.